# Alcime-Armand-Pierre-Henri Gouraud
Alcime-Armand-Pierre-Marie Gouraud (né à Vieillevigne le 13 avril 1856, mort à Vannes le 2 octobre 1928), est un ecclésiastique qui fut évêque de Vannes de 1906 à 1928.

## Biographie
Alcime Gouraud est le fils d'Amand Alexis Gouraud et d'Augustine Buet. Licencié ès lettres, il est ordonné prêtre pour le diocèse de Nantes le 29 juin 1880.
Il devient supérieur du collège Sainte-Marie à Châteaubriant (1890-1892) puis de l'Externat des Enfants-Nantais (1892-1906).
Il est sacré évêque de Vannes en février 1906. Il axe son action sur l'union des catholiques et l'organisation de la résistance aux lois de séparation, notamment face aux inventaires et à la spoliation des biens de l'Église. Il développe l'enseignement libre et les œuvres catholiques dans son diocèse.

## Armes
De gueules aux deux Saints Donatien et Rogatien d'or se tenant embrassés, et posés sur une terrasse de sinople, à la hache d'or aux pieds de celui de senestre; au chef d'hermines. 